# آزادراه کنارگذر شمالی اراک
آزادراه کنارگذر شمالی اراک یا کمربندی جدید اراک، بخشی از آزادراه تهران-بندر امام خمینی میباشد.
این آزادراه در مجاورت محور کمربندی دوخطه فعلی شمالی به صورت احداث ۶ خطه و به طول ۴۲ کیلومتر بوده و در ادامه با یک آنتن اتصالی ۴ خطه به طول ۴ کیلومتر به مسیر بزرگراه اراک-قم از یک سو و همچنین از سوی دیگر به تقاطع پتروشیمی شازند و قطعه یک آزادراه اراک-خرم‌آباد متصل میگردد.
فاز اول این پروژه در سال ۱۳۹۲ همزمان با سفر استانی محمود احمدی نژاد افتتاح و زیر بار ترافیک رفت.
در سوم خرداد ۱۴۰۴، قسمت اول این آزادراه حدفاصل پتروشیمی شازند تا تقاطع فرمهین به طول ۲۴ کیلومتر به بهره‌برداری رسید. قطعه دوم این آزادراه حدفاصل تقاطع فرمهین تا بزرگراه اراک-قم احتمالا سال ۱۴۰۵ تکمیل میشود.

## مسیر
| از شمال به جنوب | از شمال به جنوب                                                                                           | از شمال به جنوب |
| --------------- | --- | --------------- |
|                 | جاده ۵۶ · شرق بطرف سلفچگان–قم–تهران · غرب بطرف اراک                                                       |                 |
|                 | آزادراه قم-سلفچگان-اراک بطرف سلفچگان-قم-تهران                                                             |                 |
|                 | فرودگاه اراک اراک                                                                                         |                 |
|                 | جاده ۴۷ · شمال بطرف فرمهین–کمیجان · جنوب بطرف اراک                                                        |                 |
|                 | مرزیجران اراک                                                                                             |                 |
|                 | جاده ۵۶ · غرب بطرف اراک · شرق بطرف مهاجران–بروجرد–ملایر · آزادراه اراک-بروجرد · بطرف بروجرد-خرم‌آباد-اهواز |                 |
| از جنوب به شمال | |                 |